# Let It Snow! Let It Snow! Let It Snow!
Let It Snow! Let It Snow! Let It Snow! är en amerikansk julsång, skriven av Sammy Cahn och Jule Styne 1945 och först inspelad av Vaughn Monroe. På svenska finns texten Snöa på, och på norska La det snø, skriven av Arne Riis.

## Publikation
- Julens önskesångbok, 1997 (på engelska samt på svenska med text av Peter Himmelstrand som "Snöa på"), under rubriken "Nyare julsånger"

### Fotnoter
1. ↑  ”"Let It Snow!" – the Christmas song that isn’t…” (på engelska). This Day in Quotes. 22 december 2015. http://www.thisdayinquotes.com/2010/12/let-it-snow-christmas-song-that-isnt.html. Läst 11 december 2015.